# 胸
胸（むね、英:chest）とは、人体において首と腹部に挟まれており、脊椎より前方の部分である。また、動物において、それに対応する部位をさす。内臓部分を意味する場合と、身体の外形、特に乳房を意味する場合がある。ヒトのように肋骨により保護されている場合や、昆虫など外骨格を持つ生物においては胸郭（きょうかく）と呼ばれる（昆虫の構造）。哺乳類の胸郭内の体腔は後方を横隔膜で仕切られて他の体腔から分離するので、胸腔（きょうくう）と呼ばれ、そこに肺と心臓を収める。
また、「心」や「思い」を示す表現に用いられる。

## 器官
解剖学的に胸として扱われる器官として、次が挙げられる。
- 心臓
- 肺
- 横隔膜
- 食道
- 気管
- 鎖骨
- 肺動脈
- 肺静脈
- 脊柱の一部
- 胸筋

## 動物における胸

中央の矢印が、ヒトと昆虫のそれぞれの胸部を示す

陸上脊椎動物の場合、胸には前足があり、主として体を支える役割をする。体内には肺と心臓がある。また、ヒトや猿の場合には前に乳房がある。
4足歩行を行う哺乳類では、乳房と乳首が後ろ足の近くにある場合も多く、そのため胸部には含まれない。一方、解剖学においては、その体内器官を胸部に含むことがある。
節足動物の場合、胸部といえば頭部の後ろ、腹部の前の合体節で、脚などがついている。また、昆虫では背中側に2対の翅がある。総じて体を支え、運動の支点になる部位をさして胸と呼んでいる。

## ヒトの胸郭
ヒトの胸郭（英：thorax、独：Brustkorb、羅：thorax, pectus）は頚部と腹部の間にあり、心肺など生体重要臓器を容する体部で、円錐台形の籠状の構造になっており、弾力性に富む。胸郭後方には支柱となる12の脊椎がある。この脊椎を起点として12対の肋骨が前下方へ向かい、側方から再び上へ向かい、肋軟骨を介して胸骨と繋がり、肋骨籠 rib cage を構成する。この骨組に肋間筋その他の胸部諸筋、筋膜、横隔膜が付着して胸郭となり、その内壁を肋膜が覆って胸腔 thoracic cavity を形成する。
胸腔の中心部には心臓、大血管、気管、食道、神経、胸腺を内包する縦隔があり、その周囲に肺がある。肺は肺門で縦隔の組織、気管と連絡される。胸郭は心臓、肺を外部から保護する一方で、肋間筋、横隔膜、腹筋の他、必要に応じて斜角筋、胸鎖乳突筋、小胸筋などの呼吸補助筋を作動させて呼吸運動を営む。上部の出口は頚部と連なり、下部は横隔膜で腹部と仕切られている。先天奇形、後天性変形、神経筋疾患、外傷などによって胸郭の構造、機能が乱されると心肺機能に障害をもたらす。

## 胸部の診療科
胸部を診察する診療科の例として、次が挙げられる。症例によっては、これ以外を含むこともある。
- 内科 - 呼吸器科 - 循環器科
- 外科 - 胸部外科 - 乳腺外科
- 皮膚科
- 整形外科
- 形成外科
- 美容外科
- 放射線科

## 日本語と英語の対応
日本語の「胸」の概念は、英語における次の語の内容を含むことがある。
- chest - 胸部（原義は「かご」）
- breast - （女性の）胸の前部で、肩から腰までの範囲
- bust - 上半身、女性の胸部（特に衣類の上からの外形を指す）
- thorax - 解剖学における胸郭。昆虫などの胸郭も含む
- thoracic cavity - 解剖学における胸腔

## 胸に関する日本語の成句
心や思いを表す表現として、胸に関する多数の成句、慣用句がある。
- 胸を借りる
- 胸を撫で下ろす
- 胸が騒ぐ
- 胸を膨らます

など。
また、女性の乳房は胸についているため、乳房を表す語として使用されることもある（例：「胸が小さい」など）。